# Čoka
Čoka (in serbo Чока?; in ungherese Csóka) è una città e una municipalità del distretto del Banato Settentrionale nel nord-est della provincia autonoma della Voivodina, al confine con la Romania.